# Jamie Reed
Pour l’article ayant un titre homophone, voir Jamie Reid.
Pour les articles homonymes, voir Reed.
Jamie Lee Reed, né le 13 août 1987 à Connah's Quay, est un footballeur gallois évoluant au poste d'attaquant. Il joue actuellement pour le club de Prestatyn Town. Avec Bangor City, il a remporté la Coupe du pays de Galles en 2010.

## Palmarès
Bangor City
- Coupe du pays de Galles
  - Vainqueur : 2010